# Окони (окръг, Джорджия)
Окръг Окони (на английски: Oconee County) е окръг в щата Джорджия, Съединени американски щати. Площта му е 482 km², а населението – 31 367 души. Административен център е град Уоткинсвил.